# Тролейбуси в Катманду
Тролейбусна система міста Катманду раніше обслуговувала столицю Королівства Непал. Це єдина тролейбусна система, побудована в цій країні.

## Історія
Тролейбус було пущено 28 грудня 1975 р. як подарунок Непалу від Китайської Народної Республіки. Історія тролейбуса виявилася досить складною, особливо на початку XXI ст. Протягом двох років рух було цілковито припинено, з 19 грудня 2001 р. до 1 вересня 2003 р. через зношеність, фінансові та політичні негаразди. Після відкриття маршруту тролейбус більше не працював на частині маршруту до Сур’я Бінак.
Останній раз рух тролейбуса було зупинено наприкінці листопада 2008 року, а в листопаді 2009 року, без спроби відновити рух, було офіційно оголошено про ліквідацію тролейбусу.

## Галерея

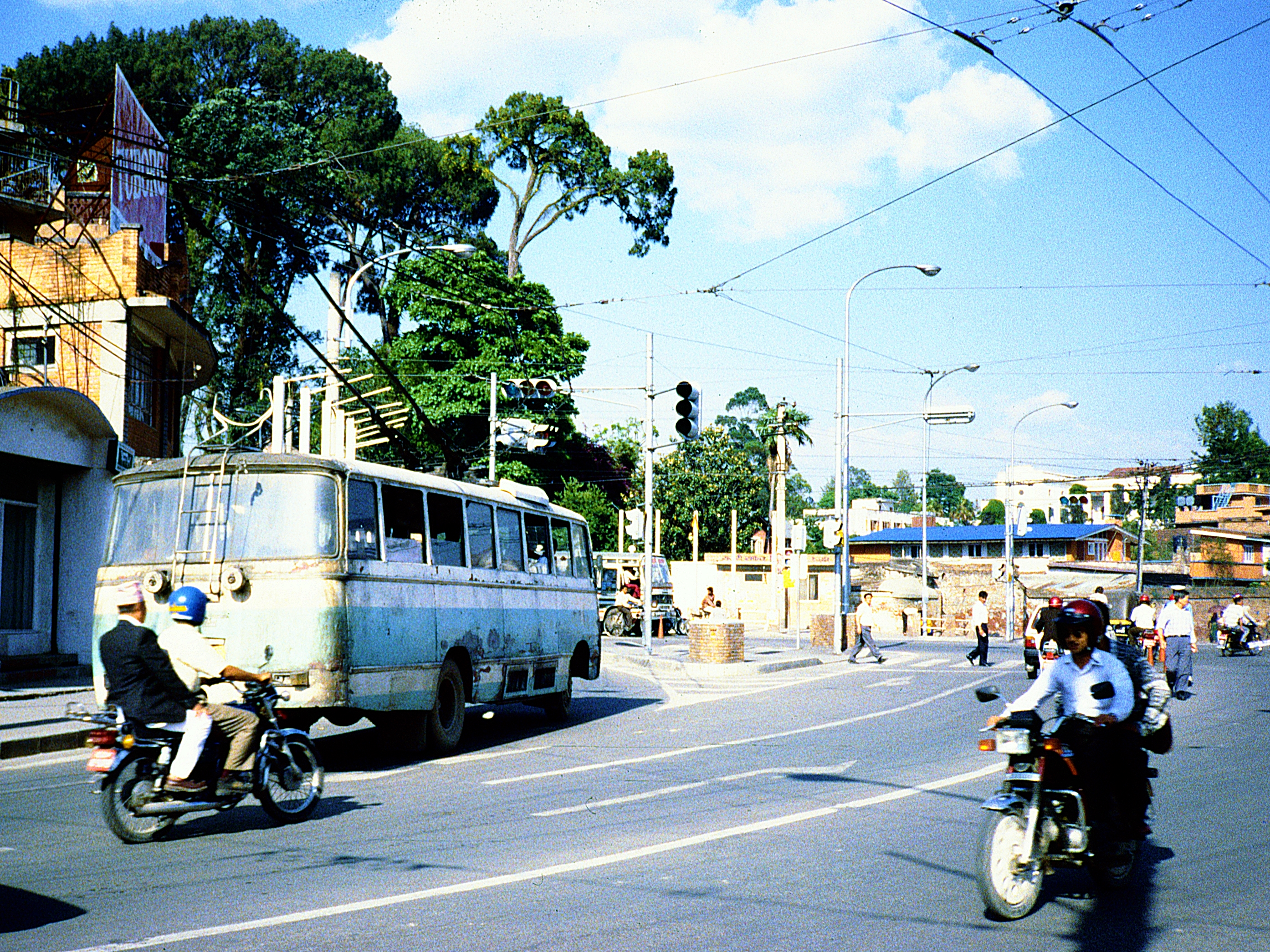
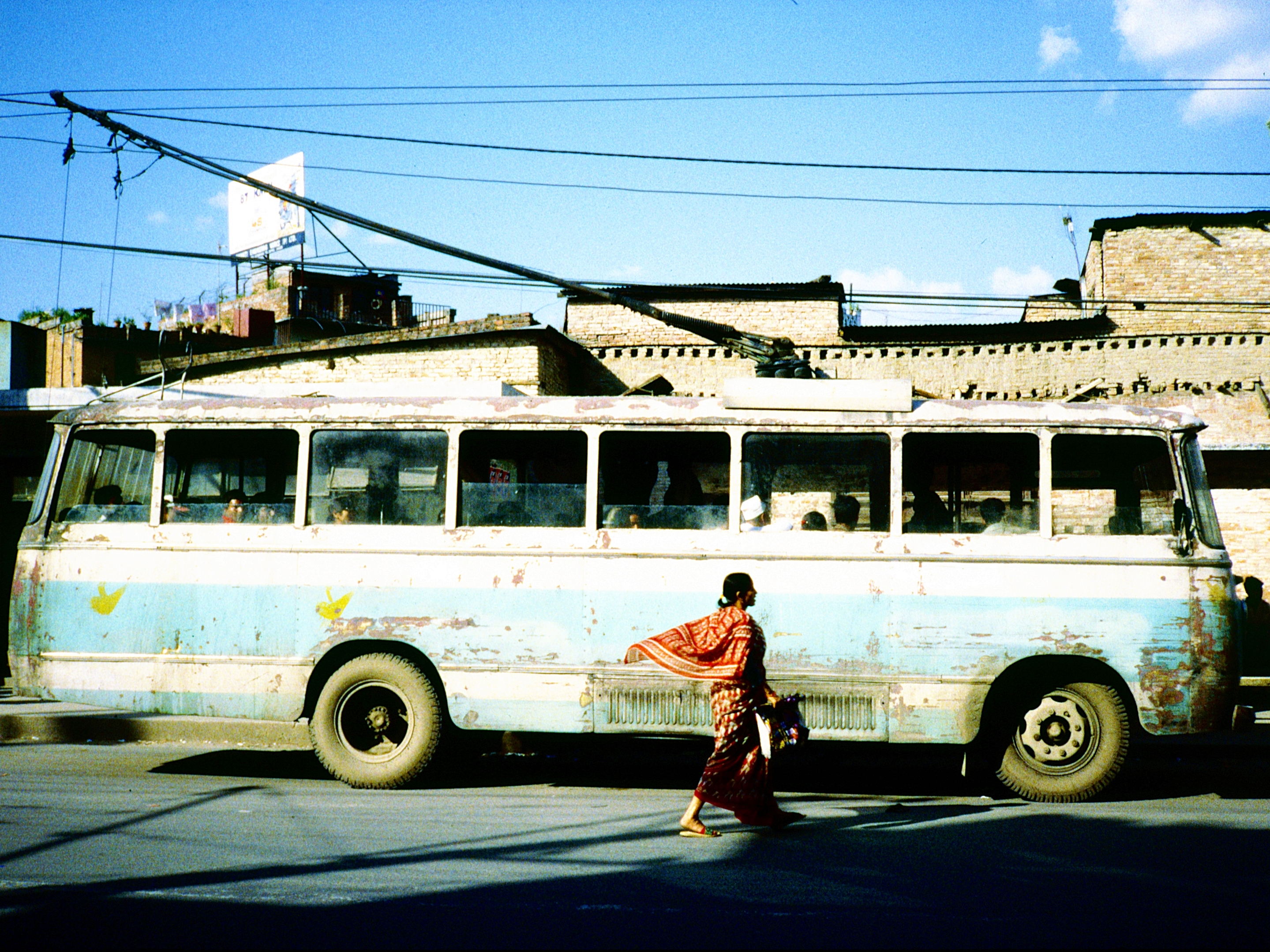
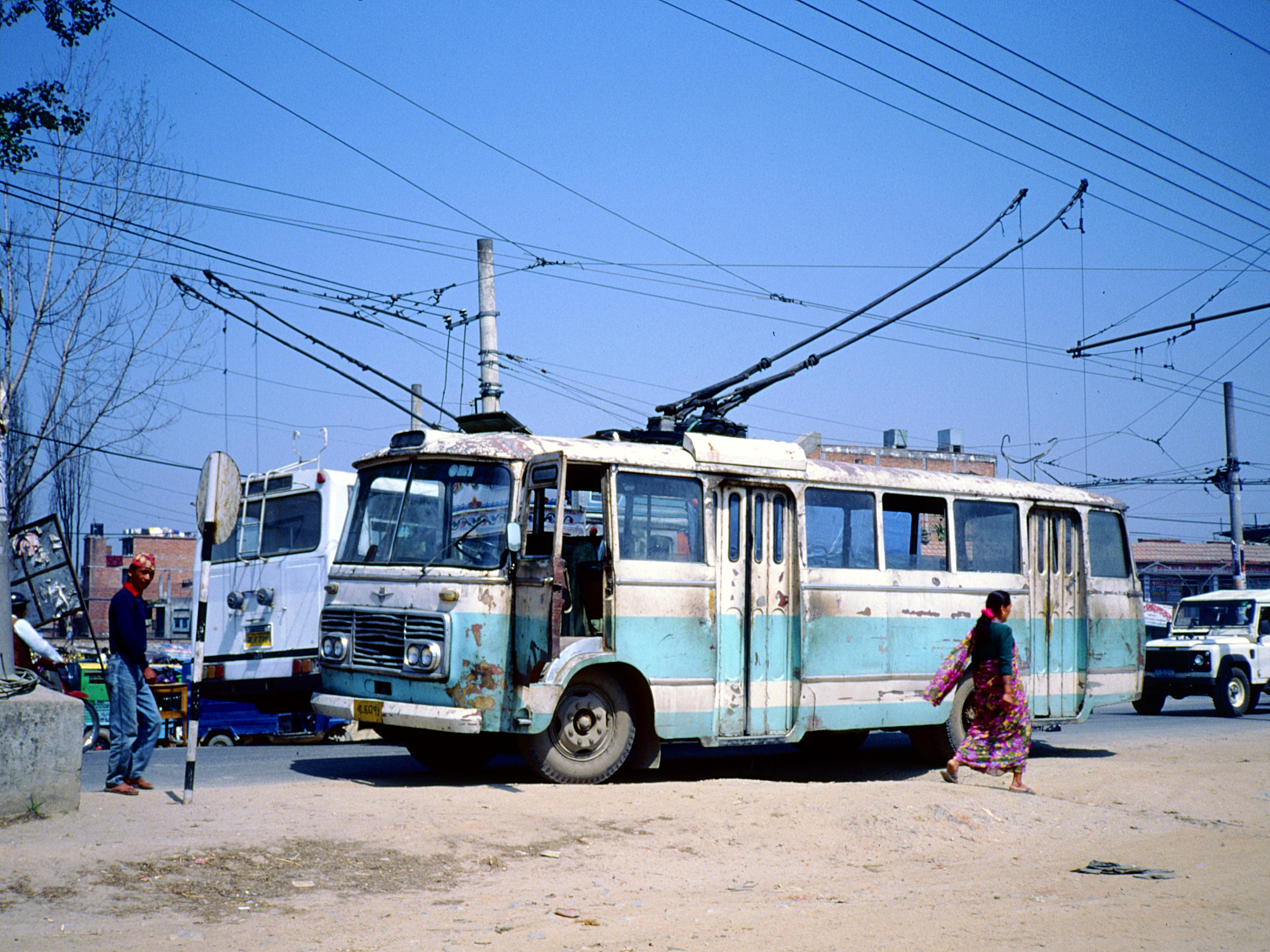
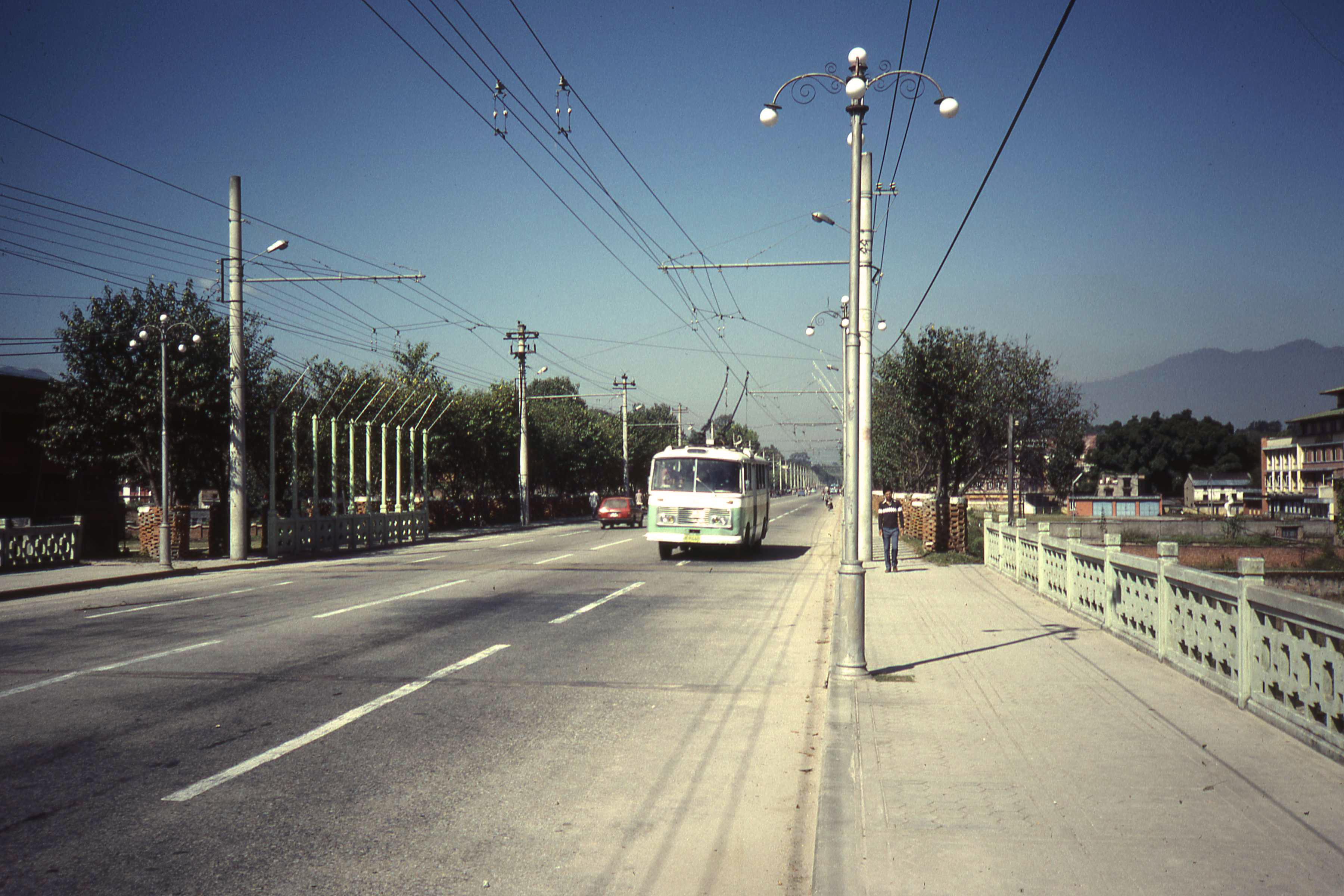
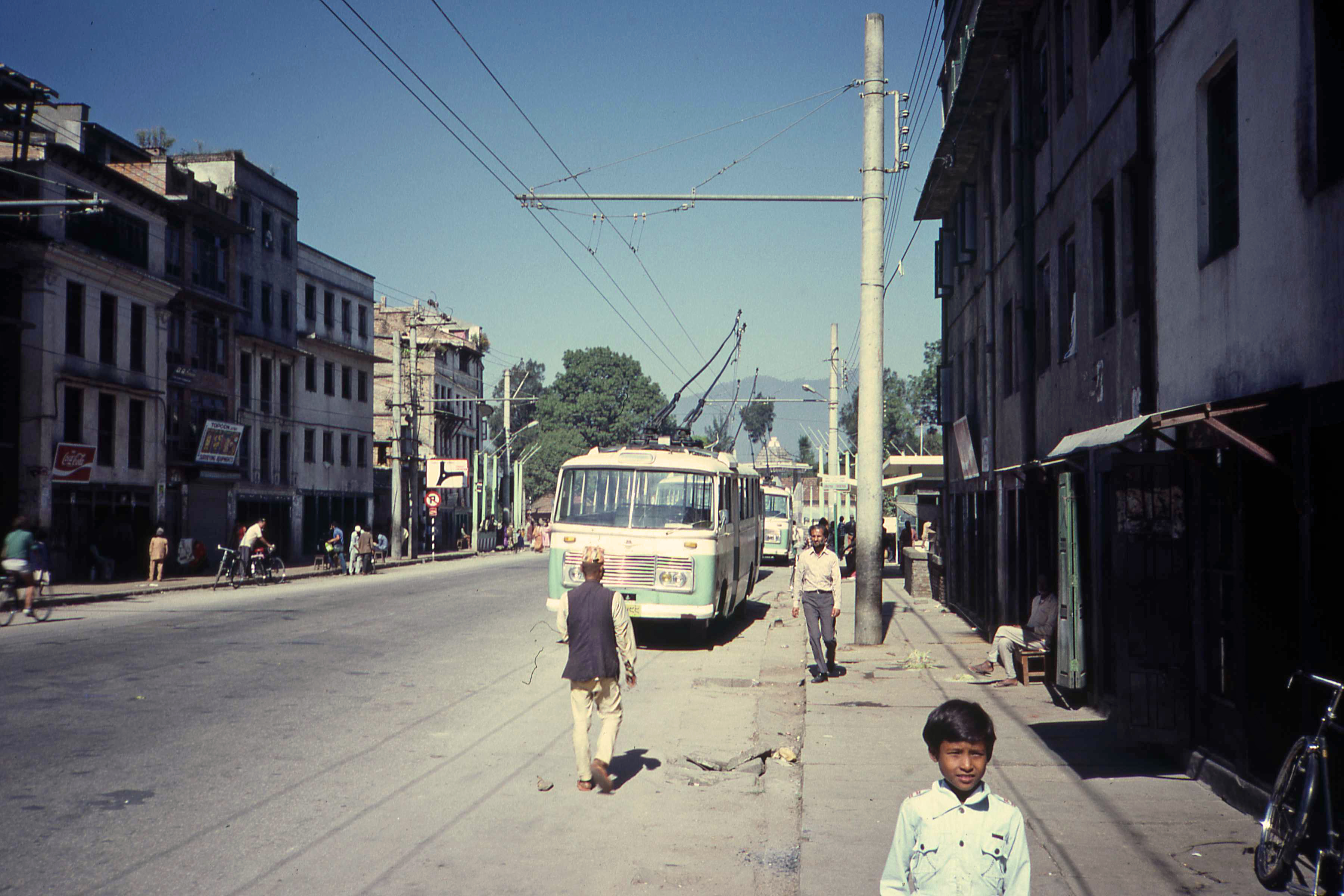
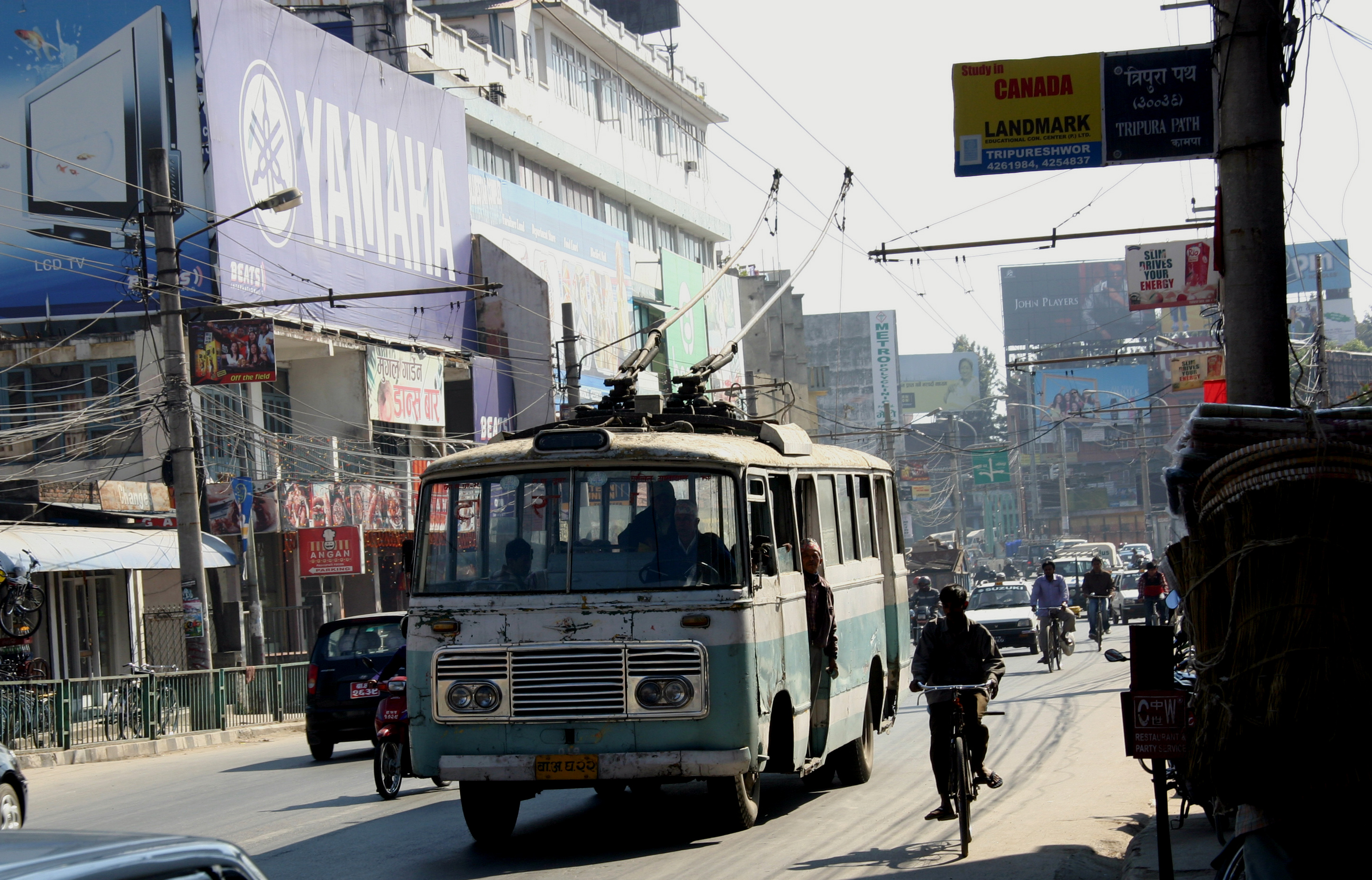